# Widuchowa (województwo zachodniopomorskie)
Widuchowa (niem. Fiddichow) – wieś w Polsce, położona w województwie zachodniopomorskim, w powiecie gryfińskim, siedziba gminy Widuchowa. Dawniej samodzielne miasto. W latach 1975–1998 miejscowość należała administracyjnie do województwa szczecińskiego.
31 grudnia 2008 roku w miejscowości mieszkało 1354 osób.

## Nazwa
Pierwszą, nieoficjalną, nazwą po II wojnie światowej było Widuchowo.
12 listopada 1946 r. nadano miejscowości polską nazwę Widuchowa.

## Położenie
Miejscowość leży nad rzeką Odrą, na granicy z Niemcami. Na wysokości Widuchowej Odra rozdziela się na dwie odnogi: Odrę Zachodnią, po której przeprowadzona jest linia graniczna oraz Odrę Wschodnią. Pomiędzy tymi dwiema odnogami rozciąga się obszar zwany Międzyodrzem, na którym ustanowiono Park Krajobrazowy Dolina Dolnej Odry.

## Historia

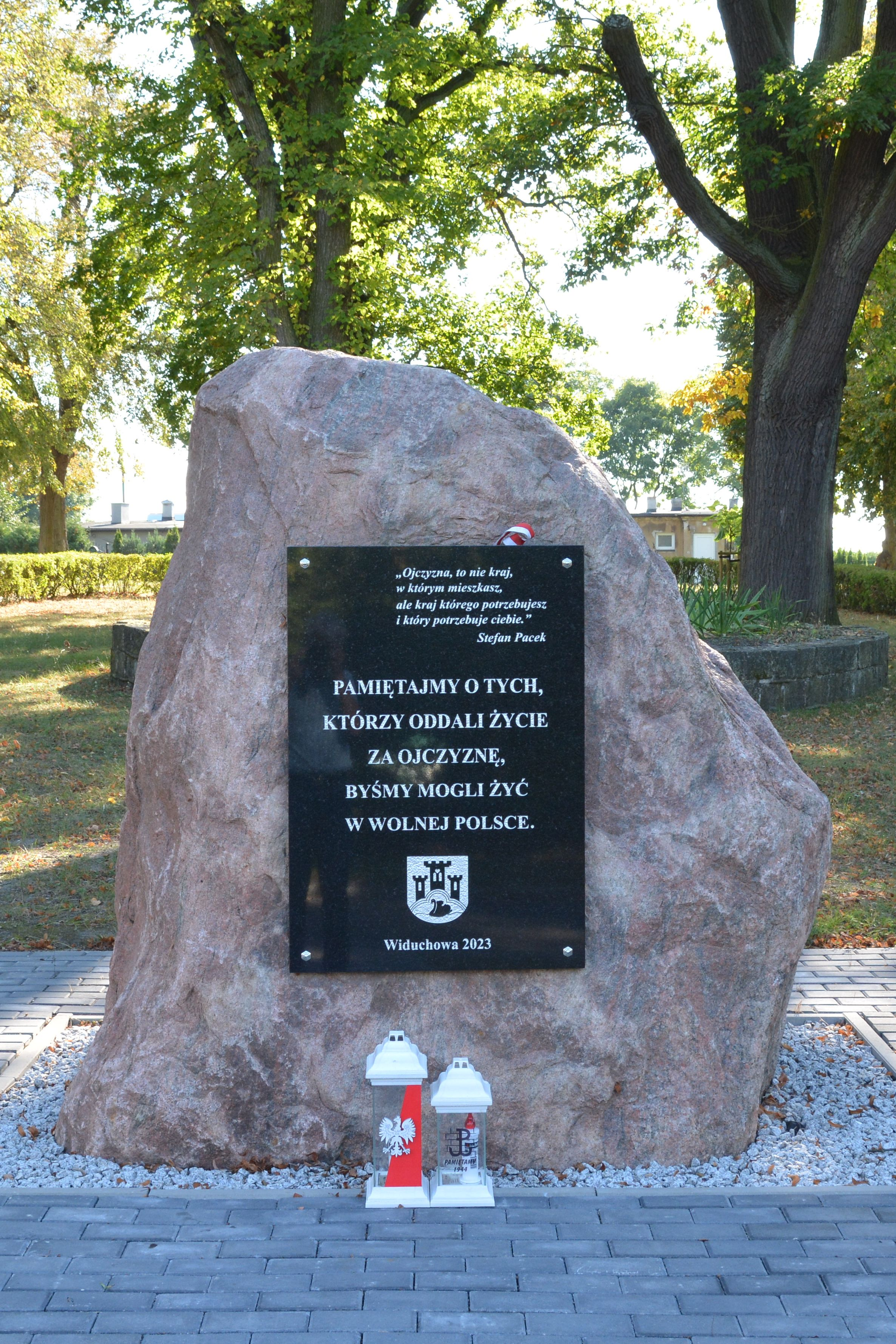
Pomnik Pamięci

W X wieku był to gród słowiański przy przeprawie przez Odrę, mieściła się w nim komora celna. W 1283 utracił prawa targowe na rzecz Gryfina, w 1347 miejscowość otrzymała prawa miejskie. W XV wieku przez miasto przebiegała granica Pomorza i Brandenburgii. Od 1653 do 1679 Widuchowa należała do Szwecji, a następnie do Brandenburgii. W latach 1733–1788 było to prywatne miasto margrabiów ze Schwedt, w XVIII wieku było znane z jarmarków, czemu towarzyszył rozwój rzemiosła. Przed II wojną światową było znane z przetwórstwa tytoniu. W 1945 Widuchowa została zniszczona w 80% i utraciła prawa miejskie, obecnie trwają starania o przywrócenie praw miejskich.
W latach 1975–1998 miejscowość należała administracyjnie do województwa szczecińskiego.

## Zabytki
Do rejestru zabytków na terenie Widuchowej wpisane zostały:
- kościół romański z XIII wieku, pw. Najświętszego Serca Pana Jezusa
- budynki mieszkalne przy ul. Grunwaldzkiej 23, 25, 27
- wille przy ul. Grunwaldzkiej 4, 8
- budynek poczty przy ul. Grunwaldzkiej 9
- magazyn przy ul. Grunwaldzkiej 29
- cmentarz żydowski
- teren Starego Miasta

## Platforma widokowa
27 czerwca 2021 na szczycie Słowiańskiej Góry (morenowego wzniesienia o wysokości 72,6 m n.p.m., położonego ok. 500 m od centrum wsi) otwarto platformę widokową (zwaną też tarasem widokowym). Taras, o wysokości ok. 10 m. ma formę pierścienia, którego najwyższa część podtrzymywana jest przez V-kształtne stalowe podpory.
Zleceniodawcą tarasu widokowego był Zespół Parków Krajobrazowych Województwa Zachodniopomorskiego. Platformę zaprojektowała szczecińska firma "AB Studio Projektowe Marek Antoszczyszyn Andrzej Buko", a wykonało Przedsiębiorstwo Budowlane MHM PAECH z Międzychodzia.

## Komunikacja
Przez Widuchową przebiega droga krajowa nr 31, łącząca Szczecin ze Słubicami. Miejscowość jest także portem na międzynarodowej drodze wodnej: Świnoujście – Szczecin – Gryfino – Widuchowa – Hohensaaten – Eberswalde – Berlin.
W 1877 r. miejscowość uzyskała połączenie kolejowe (zelektryfikowane w 1983 roku) po wybudowaniu ostatniego odcinka Nadodrzańskiej Magistrali Kolejowej Wrocław – Szczecin z Chojny do nieistniejącego już szczecińskiego Dworca Wrocławskiego. Przystanek kolejowy Widuchowa znajduje się ok. 3,7 km na wschód od centrum miejscowości.
Planowana jest organizacja szlaku wodnego Berlin – Szczecin – Bałtyk.
Do 21 grudnia 2007 r. funkcjonowało tu rzeczne przejście graniczne Widuchowa – Gartz, które na mocy układu z Schengen zostało zlikwidowane.